# Шефик Обад
Шефик Обад (Благај, код Мостар, 1922 — Тјентиште, код Фоче, 13. јун 1943) био је учесник Народноослободилачке борбе и народни херој Југославије.

## Биографија
Роден је 1922. године у Благају, код Мостара. Основну школу је завршио у родном месту, а потом је у Мостару завршио Учитељску школу. Током школовања прикључио се у револуционарном омладинском покрету и истицао се у његовом раду. За време распуста, политички је деловао у свом родном месту међу сеоском омладином. Непосредно пред почетак Другог светског рата, учествовао је у демонстрацијама које је тада илегална Комунистичка партија Југославије (КПЈ) организовала у Мостару.
Након Априлског рата и окупације Југославије, 1941. године напустио је Мостар и отишао у своје родно место, где се укључио у рад на организовању омладине и на припремама оружаног устанка. Учествовао је с другим омладинцима у нападу на војни магазин, из кога су се снабдели муницијом и пушкама. Октобра 1941. године је био примљен у чланство Комунистичке партије.
У јесен 1941. године се вратио у Мостар, где је наставио са илегалним партијским радом. Из града је преносио партијски пропагандни материјал и штампу у Благај, а крајем октобра је отишао у партизане у Коњички партизански батаљон, који се тада налазио на подручју Борачког језера. Убрзо је био запажен као храбар борац и добар политички радник. У Коњичком батаљону је био политички делегат вода, а осим војничких задатака, поверавани су му и задаци праћења непријатеља и шпијуна који су, крајем 1941. године, убацивани на ослобођену територију и у тим задацима је постигао неколико значајних успеха.
Јулу 1942. године учествовао је, заједно с десетином бораца Коњичког батаљона, у успелом нападу на жандармеријску касарну у Коњицу, због ослобађања ухашених другова, међу којима је био и Енес Орман. Јануара 1943. године, са Мостарским батаљоном, који је тада био у саставу Десете херцеговачке ударне бригаде, учествовао је у нападу на Жепче. Борци су тада прешли тежак пут по дубоком снегу и веома ниској температури. Трећа чета Мостарског батаљона, чији је Шефик био политички комесар, јуришала је на оклопни вагон у којем се налазила посада једног вода, с два тешка митраљеза. Шефик је с групом бомбаша ускочио у воз, убио већи број усташа и присилио непријатеља на предају.
Приликом напада на Прозор, фебруара 1943. године, у току Четврте непријатељске офанзиве, Шефик је са борцима своје чете међу првима продро у град и зашао непријатељу за леђа и уништио италијанско митраљеско гнездо. Након преласка Неретве, истакао се храброшћу и сналажљивошћу у најтежој бици Мостарског батаљона, на Порину, где је, мешу првима, јуришао на италијанске и четничке положаје.
У току битке на Сутјесци, Шефик је заједно са командиром чете Ахметом Пинтулом и још двојицом бораца у ноћи између 11. и 12. јуна 1943. године, извршио напад на немачки положај на Плочама, убио неколико Немаца и запленио митраљез „шарац”. Приликом преласка Сутјеске, 13. јуна 1943. године Шефикова Трећа чета је јуришала под непрекидним митраљеским рафалима на немачке положаје на Кошуру. У току ове борбе Шефик је ускочио је једно митраљеско гнездо и убио митраљесца и његовог помоћника, али је био убијен митраљеским рафалом. Његова чета је у овој борби била преполовљена и имала је 40 мртвих и 20 рањених.
Указом Президијума Народне скупштине ФНР Југославије, 21. децембра 1951. године, проглашен је за народног хероја.